# Iwin
Iwin [ˈivin] (Anteriormente alemán Elfenbusch) es un pueblo en el distrito administrativo de Gmina Grzmiąca, dentro del Condado de Szczecinek, Voivodato de Pomerania Occidental, en el norte de Polonia occidental. Se encuentra aproximadamente a 19 kilómetros al noroeste de Szczecinek y a 135 kilómetros al este de la capital regional Szczecin.
Antes de 1945, el área era parte de Alemania. Para la historia de la región, véase Historia de Pomerania.
El pueblo tiene una población de 265 habitantes.